# دربی (کنتیکت)
دربی، کنتیکت (به انگلیسی: Derby, Connecticut) یک شهر در ایالات متحده آمریکا است که در کنتیکت واقع شده‌است.

## خصوصیات
دربی ۱۴٫۰ کیلومترمربع مساحت و ۱۲٬۹۰۳ نفر جمعیت دارد و ۳۱ متر بالاتر از سطح دریا واقع شده‌است.